# El lobo gris
El lobo gris es un cuento de hadas del escritor y poeta escocés George MacDonald (1824–1905).

## Trama
Un estudiante inglés que está de viaje se ve sorprendido por una tempestad que le obliga a refugiarse en una cueva. De forma inaudita, al cabo de un rato aparece una mujer que le ofrece un cobijo mejor para pasar la noche: la casa de su madre. Una vez allí, el estudiante nota ciertos comportamientos y situaciones extrañas, que no hacen más que acrecentarse tras haberse acostado, pues un lobo le saca de sus sueños, dispuesto a atacarle. Defendiéndose como pudo, logró ahuyentar a la fiera; pero al día siguiente descubrió que, en realidad, el lobo y la mujer que le había conducida hasta el lugar, eran un mismo ser, era una mujer-lobo. Sólo tenía un modo de ponerse a salvo, y era abandonando la casa y retomando el camino, como así lo hizo.